# Jan Jaworski (sinolog)
Jan Godzimir Jaworski, ps. „Długosz” (ur. 31 października 1903 w Sannikach koło Gostynina, zm. 19 lutego 1945 w Stargardzie Szczecińskim) – kierownik referatu Dalekiego Wschodu wydziału wschodniego Sekcji Politycznej Departamentu Spraw Zagranicznych Delegatury Rządu na Kraj, sinolog, japonista, historyk.

## Życiorys
Był synem Michała, urzędnika cukrowni w Sannikach, i Stefanii z Sobockich. Studiował na Uniwersytecie Warszawskim oraz sinologię i japonistykę w Paryżu. Habilitował się na UW w 1930, w 1936 uzyskał profesurę nadzwyczajną jako pierwszy profesor sinologii w Polsce. Wykładał na UW i w Instytucie Wschodnim w Warszawie, specjalizował się w buddologii. 
15 stycznia 1932 został zatrudniony jako pracownik kontraktowy w Wydziale Prasowym Ministerstwa Spraw Zagranicznych na stanowisku kierownika referatu naukowego. W latach 1934–1936 był pracownikiem konsulatu RP w Harbinie. Uczestniczył w walkach w czasie kampanii wrześniowej, a podczas okupacji działał w konspiracji. Walczył w powstaniu warszawskim. Po powstaniu przebywał w obozie i szpitalu w Hammerstein, zginął w transporcie ewakuacyjnym, zbombardowanym przez lotnictwo alianckie na dworcu w Stargardzie.
Opublikował m.in.: Historię Chin i Historię Japonii (w: Wielka historia powszechna, t. 1 1935); Gospodarcze podłoże konfliktu chińsko-japońskiego (1932).